# 61 de la Verge b
61 de la Verge b és un planeta extrasolar que orbita l'estel de tipus G 61 Virginis, localitzat aproximadament a 27 anys llum en la constel·lació de la Verge. Aquest planeta té una massa 5,1 vegades la de la Terra (classificant-se com una superterra) i triga 4 dies a completar el seu període orbital, sent el seu semieix major d'aproximadament 0,05 ua. Aquest planeta va ser descobert el 14 de desembre de 2009 usant el mètode de la velocitat radial i el telescopi Keck.